# Pterartoriola lompobattangi
Pterartoriola lompobattangi är en spindelart som först beskrevs av Anna Maria Sibylla Merian 1911.  Pterartoriola lompobattangi ingår i släktet Pterartoriola och familjen vargspindlar.
Artens utbredningsområde är Sulawesi. Inga underarter finns listade i Catalogue of Life.